# Liste der Generale der Luftwaffe der Bundeswehr
Diese Liste enthält alle Soldaten der Luftwaffe, die einen Dienstgrad der Dienstgradgruppe der Generale erreicht haben, einschließlich der Angehörigen der Laufbahn der Offiziere des Sanitätsdienstes.

## Aktive Generale der Luftwaffe
Alle Offiziere werden entsprechend ihres jeweils aktuellen Dienstgrades aufgeführt, unabhängig von ihrem Dienstposten.

### General
| Dienstgrad | Name            | Jahrgang | Funktion                                         | Bereich | Dienstantritt |
| ---------- | --------------- | -------- | ------------------------------------------------ | ------- | ------------- |
| Gen        | Christian Badia | 1963     |                                                  |         | 11. Juli 2025 |
| Gen        | Ingo Gerhartz   | 1965     | Befehlshaber Allied Joint Force Command Brunssum | NATO    | 11. Juni 2025 |

### Generalleutnant
| Dienstgrad | Name                | Jahrgang | Funktion                                                                                    | Bereich | Dienstantritt |
| ---------- | ------------------- | -------- | ------------------------------------------------------------------------------------------- | ------- | ------------- |
| GL         | Gerald Funke        | 1964     | Befehlshaber Unterstützungskommando der Bundeswehr                                          | UstgBer | 1. Okt. 2024  |
| GL         | Andreas Hoppe       | 1965     |                                                                                             | BMVg    | Juli 2025     |
| GL         | Günter Katz         | 1962     | Kommandierender General Luftwaffentruppenkommando                                           | Lw      | 1. Apr. 2021  |
| GL         | Lutz Kohlhaus       | 1961     | Stellvertreter des Inspekteurs der Luftwaffe                                                | Lw      | 1. Juli 2023  |
| GL         | Holger Neumann      | 1968     | Inspekteur der Luftwaffe                                                                    | Lw      | 27. Mai 2025  |
| GL         | Thorsten Poschwatta | 1961     | Kommandeur Zentrum Luftoperationen und Executive Director Joint Air Power Competence Centre | Lw      | 16. Dez. 2021 |
| GOSA       | Nicole Schilling    | 1974     | Stellvertreterin des Generalinspekteurs der Bundeswehr                                      | BMVg    | Juli 2025     |
| GL         | Michael Vetter      | 1962     | Abteilungsleiter Cyber/Informationstechnik                                                  | BMVg    | 8. Apr. 2019  |

### Generalmajor
| Dienstgrad | Name              | Jahrgang | Funktion                                                                     | Bereich | Dienstantritt |
| ---------- | ----------------- | -------- | ---------------------------------------------------------------------------- | ------- | ------------- |
| GM         | Armin Fleischmann | 1965     | Abteilungsleiter Planung Kommando Cyber- und Informationsraum                | CIR     | 22. Sep. 2024 |
| GM         | Frank Gräfe       | 1968     | Chief of Staff Allied Air Command, Ramstein Air Base                         | NATO    | 1. Juli 2025  |
| GM         | Michael Hogrebe   | 1965     | Stellvertretender Kommandeur und Chef des Stabes Zentrum Luftoperationen     | Lw      | 1. Okt. 2020  |
| GM         | Andreas Korb      | 1964     | Kommandeur NATO Airborne Early Warning & Control Force Command               | NATO    | Juli 2024     |
| GM         | Jan Kuebart       | 1966     | Amtschef Luftfahrtamt der Bundeswehr                                         | BMVg    | 29. März 2021 |
| GM         | Christian Leitges | 1966     | Chef des Stabes Kommando Luftwaffe                                           | Lw      | März 2024     |
| GM         | Stefan Lüth       | 1966     | Amtschef Planungsamt der Bundeswehr                                          | BMVg    | 20. Apr. 2025 |
| GM         | Tilo Maedler      | 1966     | Chef des Stabes Operatives Führungskommando der Bundeswehr                   | BMVg    | Jan. 2025     |
| GM         | Wolfgang Ohl      | 1965     | Stellvertretender Abteilungsleiter Militärstrategie, Einsatz und Operationen | BMVg    | März 2024     |
| GM         | Bernd Stöckmann   | 1967     | Abteilungsleiter im Operativen Führungskommando der Bundeswehr               | BMVg    | 24. Jan. 2025 |
| GM         | Karsten Stoye     | 1962     | Head of Civil-Military Coordination bei EUROCONTROL                          | MNEU    | 1. Okt. 2021  |
| GM         | Michael Traut     | 1964     | Kommandeur Weltraumkommando der Bundeswehr                                   | Lw      | 27. Sep. 2021 |

### Brigadegeneral
| Dienstgrad | Name                  | Jahrgang | Funktion                                                                                                 | Bereich | Dienstantritt |
| ---------- | --------------------- | -------- | --- | ------- | ------------- |
| BG         | Bernhard Altersberger |          | Verteidigungsattaché, Deutsche Botschaft Peking                                                          | AA      | Sep. 2023     |
| BG         | Uwe Angermeyer        | 1972     | Kommandeur Unterstützungsverbände, Luftwaffentruppenkommando                                             | Lw      | Apr. 2024     |
| GA         | Lale Bartoschek       | 1975     | Abteilungsleiterin Planung und Organisation, Unterstützungskommando der Bundeswehr                       | UstgBer | Juli 2025     |
| BG         | Frank Best            | 1964     | Chief of Staff European Air Transport Command                                                            | MNEU    | Okt. 2023     |
| BG         | Frank Bongers         |          | Leiter Fachabteilungen Streitkräfteamt                                                                   | BMVg    | Okt. 2024     |
| BG         | Thomas Braun          |          | Director Training Development Division NATO Mission Iraq                                                 | NATO    | Apr. 2025     |
| BG         | Andreas Delp          | 1964     | eingesetzt im Territorialen Führungskommando der Bundeswehr                                              | BMVg    | Jan. 2023     |
| BG         | Daniel Draken         | 1967     | Chef des Stabes Luftwaffentruppenkommando                                                                | Lw      | März 2025     |
| BG         | Marcus Ellermann      | 1967     | Abteilungsleiter                                                                                         | NATO    | März 2024     |
| BG         | Gero von Fritschen    | 1970     | Kommandeur Offizierschule der Luftwaffe                                                                  | Lw      | 9. Dez. 2024  |
| GA         | Bernhard Groß         | 1965     | Leiter Zentrum für Luft- und Raumfahrtmedizin der Luftwaffe                                              | Lw      | 26. März 2020 |
| BG         | Thomas Hambach        | 1962     | Kommandeur Landeskommando Bayern                                                                         | BMVg    | 1. Okt. 2019  |
| GA         | Thomas Harbaum        |          | Kommandeur Bundeswehrkrankenhaus Hamburg                                                                 | UstgBer | 1. Apr. 2022  |
| GA         | Ralf Hartmann         | 1962     | Kommandeur Bundeswehrkrankenhaus Berlin                                                                  | UstgBer | Apr. 2022     |
| BG         | Armin Havenith        | 1967     | General Flugsicherheit in der Bundeswehr, Luftfahrtamt der Bundeswehr                                    | Lw      | Juli 2024     |
| BG         | Ralf Hoffmann         | 1963     | Director CIS Support Units bei der NATO Communications and Information Agency                            | NATO    | 1. Okt. 2021  |
| BG         | Stephan Knobloch      |          | Abteilungsleiter 4, Kommando Luftwaffe                                                                   | Lw      |               |
| BG         | Burkhard Kollmann     | 1960     | Chef des Stabes Einsatzführungskommando der Bundeswehr                                                   | BMVg    | 1. Apr. 2020  |
| BG         | Michael Krah          | 1966     | Abteilungsleiter für Einsätze und Übungen im Kommando Luftwaffe                                          | Lw      | 1. Jan. 2025  |
| BG         | Arnt Kuebart          | 1969     | Kommandeur Bodengebundene Verbände, Luftwaffentruppenkommando                                            | Lw      | Juli 2024     |
| BG         | Steffen Lischewski    |          | Verteidigungsattaché im Militärattachéstab in Moskau/RUS                                                 | Lw      | Dez. 2024     |
| BG         | Stefan Neumann        | 1966     | General Manager NATO Airborne Early Warning and Control Programme Management Organisation                | NATO    | Jan. 2025     |
| BG         | Volker Pötzsch        | 1973     | Unterabteilungsleiter CIT I                                                                              | BMVg    | Okt. 2024     |
| BG         | Oliver Prost          | 1967     | Unterabteilungsleiter Militärstrategie, Einsatz und Operationen I BMVg                                   | BMVg    | Okt. 2023     |
| BG         | Holger Radmann        | 1969     | Kommandeur Landeskommando Hessen                                                                         | BMVg    | 24. Jan. 2025 |
| BG         | Frank Reiland         | 1967     | Abteilungsleiter III BAPersBw                                                                            | P       | 27. Aug. 2021 |
| BG         | Markus Reinhardt      |          | Verteidigungsattaché, Deutsche Botschaft Paris                                                           | AA      | Sep. 2023     |
| BG         | Volker Samanns        | 1962     | Head of the Joint Air Power and Space Staff Element                                                      | NATO    | Juli 2024     |
| BG         | Stefan Scheibl        | 1963     | Stellvertretender Kommandeur Deployable Air Command and Control Centre Poggio Renatico                   | NATO    | 2025          |
| BG         | Markus Schetilin      |          | Unterabteilungsleiter Planung I                                                                          | BMVg    |               |
| BG         | Henrik Scholz         |          | Abteilungsleiter 1, Kommando Luftwaffe                                                                   | Lw      | Okt. 2024     |
| BG         | Jürgen Schrödl        |          | Unterabteilungsleiter Militärstrategie, Einsatz und Operationen III                                      | BMVg    |               |
| BG         | Thomas Seifert        | 1965     | Chef des Stabes Multinationales Kommando Operative Führung                                               | MNEU    | Nov. 2022     |
| BG         | Bernhard Teicke       | 1966     | Kommandeur Fliegende Verbände und Stellvertreter des Kommandierenden Generals, Luftwaffentruppenkommando | Lw      | Juli 2025     |
| BG         | Mario Thieme          |          | Abteilungsleiter IV, Bundesamt für das Personalmanagement der Bundeswehr                                 | P       | Okt. 2023     |
| BG         | Friedhelm Tränapp     | 1963     | Abteilungsleiter 3 Kommando Luftwaffe                                                                    | Lw      | 1. Juli 2019  |
| BG         | Michael Volkmer       | 1963     | Kommandeur Zentrum Digitalisierung der Bundeswehr                                                        | Lw      | 1. Okt. 2022  |
| BG         | Robert Wilhelm        | 1967     | Unterabteilungsleiter Einsatzbereitschaft und Unterstützung Streitkräfte II                              | BMVg    | Apr. 2024     |

1. 1 2 3 4  Folgende Abkürzungen werden verwendet:
Gen: General
GL: Generalleutnant
GOSA: Generaloberstabsarzt
GM: Generalmajor
GSA: Generalstabsarzt
BG: Brigadegeneral
GA: Generalarzt
2. 1 2 3 4  Folgende Abkürzungen werden verwendet:
H: Heer
Lw: Luftwaffe
M: Marine
SKB: Streitkräftebasis
UstgBer: Unterstützungsbereich
ZSan: Zentraler Sanitätsdienst
CIR: Cyber- und Informationsraum
AIN: Ausrüstung, Informationstechnik und Nutzung
IUD: Infrastruktur, Umweltschutz und Dienstleistungen
P: Personal
BMVg: Bundesministerium der Verteidigung und unmittelbar unterstellte Dienststellen
AA: Auswärtiges Amt
NATO
MNEU: Europäische Union/multinational
BND: Bundesnachrichtendienst

## Ehemalige Generale der Luftwaffe

### 1955 bis 1990
Der folgende Abschnitt enthält eine Liste aller ehemaligen Offiziere der Dienstgradgruppe der Generale der Luftwaffe der Bundeswehr (einschließlich der entsprechenden Sanitätsoffiziere), deren erste Ernennung zu einem Generalsdienstgrad bis zur deutschen Wiedervereinigung erfolgte. Angegeben ist der höchste erreichte Dienstgrad.

#### A
- Adam, Hermann (1937), Brigadegeneral
- Ahlert, Wilhelm (1911–1975), Brigadegeneral
- Albrecht, Wilhelm (1905–1993), Generaloberstabsarzt
- Aldinger, Hermann (1907–1993), Generalmajor
- Antrup, Wilhelm (1910–1984), Brigadegeneral
- Asmus, Hans (1913–1991), Generalmajor

#### B
- Bahnemann, Jörg (1932–2023), Generalmajor
- Bambey, Hans (1915–1997), Brigadegeneral
- Bapistella, Helmut (1918–1993), Brigadegeneral
- Barkhorn, Gerhard (1919–1983), Generalmajor
- Bergh, Wolfgang Otto von (1921–2015), Generalleutnant
- Bernhard, Ernst-Dieter (1924–2017), Generalleutnant
- Bertram, Helmut (1907–1999)[5], Brigadegeneral
- Beuther, Heinz-Ulrich (1923–1990), Generalmajor
- Bieber, Helmut (1917–1997)[5], Generalmajor
- Birkenbeil, Heinz (1923–2009)[6], Generalmajor
- Birkholz, Joachim (1918–2005)[7]:70, Generalmajor
- Boehnke, Wolfgang (1925–1994)[5], Brigadegeneral
- Boie, Werner (1913–2012), Brigadegeneral
- Bornstaedt, Hans-Wilhelm von (1928), Generalmajor
- Boy, Siegfried (1924–2016)[8], Generalmajor
- Brandt, Karl-Ernst (1924–1988), Brigadegeneral
- Büchs, Herbert (1913–1996), Generalleutnant
- Bung, Hubertus (1920–2004), Brigadegeneral
- Buntrock, Paul (1915–1985), Generalmajor
- Burchard, Eduard (1929), Generalarzt
- Busch, Friedrich (1938), Generalmajor
- Busch, Hermann (1902–1976), Brigadegeneral

#### C
- Cescotti, Roderich (1919–2015), Generalmajor
- Clasen, Hans-Hartwig (1915–1984), Generalarzt
- Coerdt, Andreas (1916–2006), Generalmajor
- Cramer, Heinz (1911–2003), Brigadegeneral

#### D
- Daumann, Franz-Josef (1937–2021)[9], Generalarzt
- Dinkloh, Heinrich (1917–1990), Generalarzt
- Dölling, Hans-Wolrad (1916–1997), Brigadegeneral
- Dörner, Fritz (1908–1976), Generalarzt
- Donner, Heinz-Günter (1932–1983), Brigadegeneral
- Dorfmüller, Walter (1917–1974), Brigadegeneral

#### E
- Ebeling, Ernst (1919–1991), Generalarzt
- Eberlein, Christmuth (1935–2020)[10], Generalmajor
- Eichler, Gerhard (1925), Brigadegeneral
- Eimler, Eberhard (1930–2022), General
- Eisen, Hans (1922–2002), Brigadegeneral
- Engelhardt, Josef, (1937–2020), Generalmajor[11]
- Engelien, Botho (1938), Generalmajor
- Enneccerus, Walter (1911–1971), Brigadegeneral
- Enzenberger, Kurt (1934–2022), Generalmajor[12]
- Erlemann, Rudolf (1932–2015), Brigadegeneral
- Eschenbach, Hans (1917–2007)[7]:126, Generalmajor
- Ewringmann, Heinrich (1914–1983), Brigadegeneral

#### F
- Fahlbusch, Wilhelm (1914–2002), Brigadegeneral
- Falkenstein, Sigismund Freiherr von (1903–1972), Brigadegeneral
- Feldhoff, Hans-Heinz (1932–2013), Generalleutnant
- Feuerrohr, Walter (1913–2004)[7]:133, Brigadegeneral
- Fischer, Kurt (1906–1982), Brigadegeneral
- Flade, Hans-Ulrich (1925–1999)[5], Generalmajor
- Fock, Herbert (1915–1999)[5], Brigadegeneral
- Fraidel, Hermann (1934–2004)[5], Brigadegeneral
- Franke, Karl-Heinz (1922–1994), Generalmajor
- Friedrich, Karl Hermann (1918–1993), Generalmajor
- Friedrich, Rudolf (1906–1994)[5], Brigadegeneral
- Frodl, Richard (1921–2002), Generalleutnant
- Fuchs, Heinz (1917–2008), Generalstabsarzt

#### G
- Gärtner, Johann (1924–1997)[5], Brigadegeneral
- Gail, Werner (1923–1990), Brigadegeneral
- Galinsky, Wolfhard (1924–2006)[7]:153, Generalmajor
- Garbe, Joachim (1921–1999)[5], Generalarzt
- Gentsch, Horst (1916–1985), Generalmajor
- Görlitz, Wolfgang (1934–2018)[13], Brigadegeneral
- Gralka, Eberhard (1912–1997)[5], Generalmajor
- Greiling, Gebhard (1910–2008), Generalarzt
- Greve, Carl-Heinz (1920–1998), Generalleutnant
- Griese, Hans-Joachim (1933–2025)[14], Generalmajor[5]
- Griese, Karl-Heinz (1935–?), Generalmajor
- Gröpler, Erich (1906–1999)[5], Brigadegeneral
- Grunewald, Friedrich Wilhelm (1920–2001), Brigadegeneral
- Grunhofer, Hubertus (1922–2000), Generaloberstabsarzt
- Gülzow, Hartmut (1932–1991)[5], Generalmajor
- Güttler, Eugen (1914–1986), Brigadegeneral
- Guth, Werner (1917–2005), Generalmajor

#### H
- Haarhaus, Peter (1936–2025), Generalleutnant
- Haeffner, Paul (1917–2006), Generalleutnant
- Hagena, Hermann (1931–2022), Brigadegeneral
- Hammen, Wolfgang (1925–2011), Generalstabsarzt
- Harlinghausen, Martin (1902–1986), Generalleutnant
- Haseloff, Gerd (1925–1990), Generalmajor
- Hauke, Horst (1931), Generalmajor
- Hauser, Hellmuth (1916–2004), Generalleutnant
- Hebben, Walter (1924–2002)[7]:196, Brigadegeneral
- Heinemann, Lothar von (1905–1997), Generalmajor
- Heinz, Helmut (1921–2000), Generalleutnant
- Heise, Hanns (1913–1992), Brigadegeneral
- Hempel, Adolf (1915–1971), Generalleutnant
- Hennig, Horst (1926–2020), Generalarzt
- Henning, Werner (1907–1980), Brigadegeneral
- Hentz, August (1907–1998)[5], Generalmajor
- Hertel, Günter (1934), Generalleutnant
- Heuser, Richard (1905–1988), Brigadegeneral
- Heyna, Max (1902–1992), Brigadegeneral
- Hildebrandt, Hans-Joachim (1930–2023), Generalarzt
- Hinkelbein, Claus (1909–1967), Generalmajor
- Höche, Jürgen (1942), Generalleutnant
- Hoffmann, Bernhard (1929–2022)[15], Brigadegeneral
- Hoffmann, Werner Ernst (1908–1970), Brigadegeneral
- Hoffmann, Werner-Eugen (1910–1998), Generalleutnant
- Hoffmann, Wilhelm (1904–1998)[5], Brigadegeneral
- Hohagen, Erich (1915–1990)[5], Brigadegeneral
- Hozzel, Paul-Werner (1910–1997), Brigadegeneral
- Hrabak, Dietrich Adolf (1914–1995), Generalmajor
- Huppenbauer, Hermann (1906–1994)[5], Brigadegeneral
- Huth, Joachim Friedrich (1896–1962), Generalleutnant

#### I
- Ibel, Hugbert (1935), Brigadegeneral
- Ibel, Max Josef (1896–1981), Brigadegeneral

#### J
- Jacobs, Peter (1938), Generalmajor[5]
- Jacoby, Hans (1915–1983), Brigadegeneral
- Jaenisch, Wolfgang (1930), Brigadegeneral
- Jaitner, Josef (1914–2006)
- Jaunig, Günter (1936), Brigadegeneral
- Jenett, Rudolf (1914–1998), Generalmajor
- John, Gerhard (1935), Generalleutnant
- Junghanß, Siegfried (1917–1981), Brigadegeneral
- Jungkurth, Horst (1933–2022), Generalleutnant
- Jungnickel, Heinz (1925–2007)[7]:243, Brigadegeneral

#### K
- Kallerhoff, Horst-Dieter (1923–2001)[5], Generalmajor
- Kammhuber, Josef (1896–1986), General
- Kannegieser, Hans-Günter (1921–2001)[7]:249, Brigadegeneral
- Kerscher, Gerhard (1916–1998), Generalmajor
- Kessel, Karl (1912–1997), Generalmajor
- Kessler, Wolfgang (1922–2020), Generalmajor
- Kienitz, Walter (1910–1990), Brigadegeneral
- Klatte, Peter (1936), Generalmajor
- Kleppien, Axel-Björn (1939), Generalleutnant
- Klotz, Albert (1911–1998), Generalstabsarzt
- Klüter, Gustav-Adolf (1913–1992[5]), Brigadegeneral
- Kluge, Rolf (1909–2004)[7]:275, Brigadegeneral
- Knauer, Karl-Egon (1914–1997)[5], Brigadegeneral
- Koch, Günther (1931), Brigadegeneral
- Körner, Friedrich (1921–1998), Brigadegeneral
- Köster, Uwe (1915–2006)[7]:278, Brigadegeneral
- Kohler, Hans-Heinz (1912–1995)[5], Generalarzt
- Koppe, Johann-Gottlieb (1936), Generalmajor[16]
- Kospoth, Karl-Eduard von (1934), Brigadegeneral
- Krause, Herbert (1913–1992), Brigadegeneral
- Kresser, Hans-Georg (1930–2023)[17], Brigadegeneral
- Krüger, Horst (1916–1989), Generalmajor
- Krüger, Peter (1935–2013), Brigadegeneral[Anmerkungen 2]
- Krupinski, Walter (1920–2000), Generalleutnant
- Kuebart, Hans-Jörg (1934–2018), Generalleutnant
- Kuhlmey, Kurt (1913–1993), Generalmajor
- Kuhnke, Claus (1922–1995[5]), Brigadegeneral
- Kusserow, Ernst (1903–1968), Brigadegeneral

#### L
- Lamberty, Horst (1931–2020), Brigadegeneral
- Langguth, Gerhard (1914–2008)[18], Brigadegeneral
- Laube, Heinz (1935), Brigadegeneral
- Laube, Kurt (1912–1986), Brigadegeneral
- Lauschner, Erwin (1911–1996), Generalarzt
- Lessing, Karl-Horst (1925–1987), Brigadegeneral
- Leuchtenberg, Werner (1911–2003)[7]:307, Generalmajor
- Lillienskiold, Peter von (1915–2006)[7]:309, Generalmajor
- Limberg, Gerhard (1920–2006), Generalleutnant
- Linde, Hansjoachim (1926–2020), Generaloberstabsarzt
- Löytved-Hardegg, Rudolf (1905–2003), Brigadegeneral
- Loosen, Bruno (1922–2016), Generalleutnant
- Lübbe, Friedrich-Wilhelm (1938) Brigadegeneral
- Lutz, Günter (1934–2024)[19], Brigadegeneral

#### M
- Mahlke, Helmut (1913–1998), Generalleutnant
- Marquitan, Hubert (1937), Generalleutnant
- Mehlen, Hans-Werner (1916–2009), Generalleutnant
- Meißner, Wolfgang (1920–1995), Generalleutnant
- Mende, Bernhard (1937–2004), Generalleutnant
- Meng, Werner (1915–2003)[7]:338, Brigadegeneral
- Mengden, Bruno von (1934–2022), Generalmajor
- Merkel, Hubert (1937), Brigadegeneral
- Metscher, Wilhelm (1915–2009)[7]:339, Brigadegeneral
- Meyer, Rudolf (1926–2015)[20], Generalmajor
- Meyer-Ricks, Alfred (1922–1994)[5], Brigadegeneral
- Meyn, Wilhelm (1923–2002), Generalmajor
- Mielke, Bruno (1936–2025), Brigadegeneral
- Möckel, Wilfried (1932–2020), Generalarzt
- Möller, Ernst-Günther (1909–2003)[7]:346, Generalmajor
- Monreal, Paul (1924–2012)[21], Generalmajor

#### N
- Nagel, Kurt Gustav (1906–1993)[5], Generalmajor
- Nickel, Ulrich (1931), Brigadegeneral
- Nissen, Wolfgang (1925–2008), Generalarzt
- Noack, Fred (1931–2024), Generalleutnant
- Nührenberg, Werner (1931–1987), Brigadegeneral

#### O
- Obleser, Friedrich (1923–2004), Generalleutnant
- Olboeter, Hartmut (1940), Generalleutnant
- Oldigs, Lühr-Onno (1937–2023)[22], Brigadegeneral
- Opel, Manfred (1938–), Brigadegeneral
- Ortmanns, Wilhelm (1920–?), Generalmajor

#### P
- Pacholke, Siegfried (1935), Generalleutnant
- Panitzki, Werner (1911–2000), Generalleutnant
- Parakenings, Ulrich (1916–1999)[5], Brigadegeneral
- Paschke, Rainer (1926–2010)[23], Generalmajor
- Paul, Artur (1899–1968), Brigadegeneral
- Philipp, Manfred (1931–2019)[24], Generalmajor
- Pilger, Otto (1908–1997)[5], Generalmajor
- Plocher, Hermann (1901–1980), Generalmajor
- Ploetz, Hans von (1904–1993), Brigadegeneral
- Poschwatta, Siegfried (1936), Generalmajor
- Pospischil, Ernst (1934), Brigadegeneral
- Prilipp, Walter (1907–1992)[5], Brigadegeneral
- Proll, Günter (1914–1994[5]), Generalmajor
- Ptak, Heinz Peter (1918–2005)[7]:396, Brigadegeneral
- Pusch, Otto (1909–1982), Brigadegeneral

#### Q
- Queisner, Wolfgang (1906–1990), Brigadegeneral

#### R
- Rall, Günther (1918–2009), Generalleutnant
- Ratza, Odo (1916–2002)[25], Brigadegeneral
- Raulf, Günter (1928–2015), Generalleutnant
- Rekittke, Diether (1931), Generalmajor
- Remberg, Josef Friedrich (1918–1991), Generalmajor
- Repenning, Werner (1914–1967), Brigadegeneral
- Richter, Fritz (1918–1993)[7]:414, Generalmajor
- Rimmek, Klaus-Wilhelm (1935–2003)[5], Generalmajor
- Rode, Friedrich (1936), Brigadegeneral
- Rödel, Gustav-Siegfried (1915–1995), Brigadegeneral
- Roos, Walter (1914–1975), Generalmajor
- Rudat, Horst (1920–1982), Generalmajor

#### S
- Sasse, Karl (1934–2021)[26], Generalmajor
- Sautter, Hannes (1931–2012), Generalstabsarzt
- Scheck, Herbert (1937–1993)[5], Brigadegeneral
- Schimmelpfennig, Max (1917–2005)[7]:445, Brigadegeneral
- Schimpf, Richard (1897–1972), Generalmajor
- Schlichting, Friedrich-Carl (1906–1984), Generalmajor
- Schlieper, Andries, (1936), Generalmajor[5]
- Schlüter, Jürgen (1937–2017), Generalmajor
- Schmidbauer, Werner (1933), Brigadegeneral
- Schmidt-Ebert, Heinz (1918–1996[5]), Brigadegeneral
- Schmitz, Walter (1934), Generalleutnant
- Schmitz, Werner (1921–1977), Generalleutnant
- Schneider, Ernst (1933), Brigadegeneral
- Schneider, Joachim (1909–1984), Brigadegeneral
- Jürgen Schnell (1935), Generalleutnant
- Scholz, Günther (1919–1974), Brigadegeneral
- Schrader, Louis (1915–2001)[7]:463, Brigadegeneral
- Schreiber, Jürgen (1926), Generalmajor
- Schulte, Gerhard (1915–1995)[5], Brigadegeneral
- Schulz, Fritz (1924–2004)[7]:472, Generalmajor
- Schumacher, Heinrich (1912–1996)[5], Brigadegeneral
- Schumann, Hans (1906–1983), Brigadegeneral
- Schwarz, Helmut (1919–2018), Brigadegeneral
- Schwenke, Winfried (1935), Generalleutnant
- Seeliger, Heinrich (1907–1995), Brigadegeneral
- Sewing, Herbert (1913–2007)[7]:485, Brigadegeneral
- Sieber, Wilhelm-Peter (1910–1996)[5], Generalmajor
- Sochaczewski, Joachim (1931–2007), Generalleutnant
- Sommerhoff, Paul (1929–2014), Generalleutnant
- Staack, Kay, (1922–2007), Generalarzt
- Stamm, Wolfgang (1911–1981), Brigadegeneral
- Stangl, Konrad (1913–1993), Generalleutnant
- Stecken, Albert (1915–2011), Generalmajor
- Steindorf, Hans-Joachim, (1926–2022)[27], Brigadegeneral
- Steinhoff, Johannes (1913–1994), General
- Streib, Werner (1911–1986), Brigadegeneral
- Strümpell, Henning (1912–2003), Brigadegeneral
- Strzebniok, Hans-Joachim (1935), Generalmajor[5]

#### T
- Tägtmeyer, Adalbert (1915–1982), Generalmajor
- Tandecki, Hans-Peter (1932), Generalleutnant
- Technau, Helmut (1919–2001)[7]:506, Brigadegeneral
- Thiemann, Rolf (1934–2000)[5], Generalleutnant
- Thierschmann, Claus (1926–2012), Generalleutnant
- Timm, Karl (1935–2015)[28], Generalmajor
- Trautloft, Johannes (1912–1995), Generalleutnant

#### V
- Vieth, Uwe (1937–2000)[5], Generalmajor
- Vogel, Uwe (1915–2000)[5], Generalleutnant
- Vogler, Peter (1941–2017), Generalleutnant

#### W
- Wagenknecht, Willi (1912–1998), Generalmajor
- Waldhecker, Heinz (1916–2007)[29], Brigadegeneral
- Walter, Eugen (1903–1987), Generalmajor
- Weber, Albert (1934–2023)[30], Generalmajor
- Weber, Günter (1916–1999)[5], Brigadegeneral
- Weber, Hans-Jürgen (1935), Brigadegeneral
- Wegner, Fritz (1922–2007), Generalleutnant
- Wehnelt, Herbert (1918–2007), Generalleutnant
- Weicksel, Joachim (1919–2001)[7]:549, Brigadegeneral
- Westphal, Günther (1923–2012)[7]:557, Generalmajor
- Wibel, Detlef (1936), Generalmajor
- Wicker, Erwin (1910–1985), Generalmajor
- Wilcke, Henning (1907–2002), Generalmajor
- Wilde, Hans (1916–2016)[31], Generalmajor
- de Wilde, Heinz (1914–1990)[5], Brigadegeneral
- Willert, Hans-Joachim (1921–2018)[32], Generalmajor
- Windisch, Walter (1924–2011), Generalleutnant
- Wissing, Josef (1939), Brigadegeneral
- Wittmeyer, Heinz (1916–1994), Brigadegeneral
- Wolfien, Karl(1906–1968), Brigadegeneral
- Wrede, Klaus (1921–2007)[7]:572, Brigadegeneral
- Wroblewski, Georg (1921–1999), Brigadegeneral
- Würfel, Manfred (1934), Generalmajor
- Wust, Harald (1921–2010), General

#### Z
- Zacher, Hartmut[Anmerkungen 3] (1934–2021)[33], Generalarzt

### 1990 bis heute
Der folgende Abschnitt enthält eine (unvollständige) Liste aller ehemaligen Offiziere der Dienstgradgruppe der Generale der Luftwaffe der Bundeswehr (einschließlich der entsprechenden Sanitätsoffiziere), deren erste Ernennung zu einem Generalsdienstgrad nach der deutschen Wiedervereinigung erfolgte. Angegeben ist der höchste erreichte Dienstgrad.

#### A
- Ahrens, Hans-Werner (1948), Generalmajor
- Alder, Markus (1966–2024), Brigadegeneral
- Amme, Lothar (1947), Brigadegeneral
- Achim Andexer (1943), Generalarzt

#### B
- Back, Gerhard (1944), General
- Baltes, Wolfgang (1947), Brigadegeneral
- Bandekow, Lutz (1948), Generalarzt
- Bartscher, Michael (1958), Brigadegeneral
- Bialek, Helmut (1948), Brigadegeneral
- Bieling, Christian (1944), Brigadegeneral
- Bille, Michael (1951), Generalmajor[34]
- Binnewies, Jörg (1950), Generalarzt
- Bischof, Gerd (1953), Generalmajor
- Blaas, Bodo (1944–2020)[35], Brigadegeneral
- Block, Hans Heinrich (1938), Brigadegeneral
- Böcker, Dirk (1945), Generalleutnant
- Bohrer, Peter (1956), Generalleutnant
- Born, Wolfgang (1949), Generalleutnant
- Both, Jochen (1954), Generalmajor
- Brandenstein, Jürgen (1956), Generalarzt
- Braun, Roland (1953), Generalmajor
- Broekelschen, Hanspeter (1946–2015)[36], Brigadegeneral
- Buchholz, Berthold (1948), Brigadegeneral

#### D
- Dammjacob, Dieter (1951), Brigadegeneral
- Dicks, Heinz-Peter (1944), Generalmajor
- Döring, Wolfgang (1944), Generalmajor
- Dora, Johann-Georg (1948), Generalleutnant
- Dotzler, Helmut August (1957), Brigadegeneral

#### E
- Ehmann, Friedrich-Wilhelm (1938), Generalmajor
- Erl, Manfred (1942), Brigadegeneral
- Ertmann, Benno (1940–2022)[37], Generalleutnant

#### F
- Fiegle, Rainer (1949), Generalmajor
- Finster, Norbert (1951), Generalleutnant
- Fletcher, Alfred (1939–2002), Brigadegeneral
- Fredemann, Kurt-Wolfgang, (1945), Brigadegeneral
- Freutel, Andris (1945), Brigadegeneral
- Franz, Thomas (1953), Generalmajor
- Fröhlich, Detlev (1953), Generalstabsarzt
- Fürst, Bernhard (1954), Generalmajor
- Funk, Peter (1953), Generalmajor
- Frevel, Richard (1960), Generalmajor

#### G
- Gäbelein, Wolfgang (1960), Generalmajor
- Geitz, Matthias (–), Brigadegeneral[38]
- Geppert, Heinrich (1953), Generalmajor
- Gericke, Thomas (1946–2012), Generalmajor[39]
- Giesa, Günter (1957), Generalmajor[40][41]
- Gorgels, Peter (1955), Brigadegeneral[42]
- Gräber, Winfried (1947), Generalmajor

#### H
- Habersetzer, Klaus (1957), Generalleutnant
- Häfner, Bernhard (1943), Generalstabsarzt
- Hain, Michael (1962), Brigadegeneral
- Hambach, Hermann (1933), Brigadegeneral
- Hammerstein, Hermann (1937–2020)[43], Brigadegeneral
- Haumann, Werner (1955), Generalmajor
- Heeg, Rüdiger (1952), Generalmajor[44]
- Heider, Ulrich (1945), Brigadegeneral
- Hein, Wolfgang (1952), Brigadegeneral
- Herrmann, Kurt (1950), Generalleutnant
- Hewara, Gerhard (1958), Brigadegeneral
- Hoitz, Joachim (1954), Generalarzt
- Hölscher, Andreas (1962), Generalarzt
- Hoppe, Reinhart (1944), Generalmajor
- Hoyer-Boot, Bernd Baron von (1942), Brigadegeneral
- Huber, Lorenz (1938), Brigadegeneral
- Hugenschmidt, Hans-Jürgen (1947), Brigadegeneral[45]
- Huhn, Walter (1958), Generalmajor

#### J
- Jarosch, Hans-Werner (1942), Generalleutnant
- Jertz, Walter (1945), Generalleutnant

#### K
- Kallenberger, Günther (1941), Brigadegeneral
- Kellein, Dieter, (1940), Brigadegeneral
- Keller, Rainer (1954), Brigadegeneral
- Kemmler, Gerhard (1948), Brigadegeneral
- Kiesenbauer, Erich (1944), Generalmajor
- Kimmel, Günther-Rudolf (1939), Brigadegeneral
- Klement, Peter (1959), Generalmajor
- Knappe, Jürgen (1957), Generalleutnant
- Knoppe, Jürgen (1945), Brigadegeneral
- Koch, Friedhelm (1937), Brigadegeneral
- Köpke, Jörg (1941–2021), Generalmajor
- Körtge, Hasso (1952), Brigadegeneral[46][47]
- Krause, Ulf von (1944), Generalleutnant
- Kreuzinger-Janik, Aarne (1950), Generalleutnant
- Kriesel, Friedrich-Wilhelm (1948), Brigadegeneral
- Kriesel, Wolf-Dietrich (1950–2022), Generalmajor
- Krohn, Michael (1943), Generalapotheker
- Krüger, Wolf-Eike (1950), Generalmajor
- Krüger, Gesine (1959), Generalstabsarzt
- Kügler, Eckehard (1944), Brigadegeneral
- Kujat, Harald (1942), General
- Kurth, Klaus-Dieter (1944), Generalmajor
- Kurczyk, Markus (1964), Generalmajor

#### L
- Lahl, Peter (1940–2024), Brigadegeneral
- Lange, Gunter (1939), Generalmajor
- Lange, Manfred (1950), General
- Lebert, Jörg (1960), Generalmajor
- Leinhos, Ludwig (1956), Generalleutnant
- Lemke, Horst (1943–2014)[48], Brigadegeneral
- Loquai, Heinz (1938–2016), Brigadegeneral
- Löwenstein, Robert (1953), Generalmajor
- Ludwigs, Michael (1947), Brigadegeneral

#### M
- Maeßen, Servatius (1944), Generalmajor
- Marstaller, Alfred, Brigadegeneral
- Martin, Horst (1946), Generalleutnant
- Marzi, Heinz (1947), Generalleutnant
- Maus, Rudolf (1958), Brigadegeneral
- May, Günter (1951), Generalmajor
- Merkle, Hans Jürgen (1944), Generalmajor
- Merklinghaus, Dierk-Peter (1945), Brigadegeneral
- Meunier, Hunrich (1938), Brigadegeneral
- Meurers, Klaus (1940–2019), Generalarzt
- Meyer, Wolfgang (1944), Brigadegeneral
- Meyer zum Felde, Rainer (1954), Brigadegeneral[49][50]
- Moede, Hartmut (1944), Generalleutnant
- Müllner, Karl (1956), Generalleutnant
- Muntz, Hermann (–), Brigadegeneral[51]

#### N
- Naskrent, Dieter (1954), Generalleutnant
- Neuburger, Manfred (1946), Generalarzt
- Nolte, Franz-Josef (1952), Brigadegeneral[52][53]

#### O
- Oertzen, Arwed-Arnd von (1938), Brigadegeneral
- Oppitz, Johann (1948), Generalmajor[54]

#### P
- Perschke, Stefan (–), Brigadegeneral[55]
- Pliet, Christoph (1962–2025), Brigadegeneral
- Ploeger, Friedrich Wilhelm (1949), Generalleutnant
- Poetzsch, Klaus (1938), Brigadegeneral
- Portz, Rolf (1940), Generalleutnant
- Poth, Hans-Dieter (1955), Brigadegeneral
- Pototzky, Burkhard (1957), Brigadegeneral
- Pracht, Ulrich (1955), Generalstabsarzt
- Priller, Josef (1944), Generalmajor

#### R
- Raddatz, Ralf (1958), Brigadegeneral
- Raphael, Dirk (1953), Generalstabsarzt
- Rasimowitz, Walter (1940), Generalleutnant
- Reindl, Dieter (1940), Generalmajor
- Reiter, Thomas (1958), Brigadegeneral
- Renner, Wolfgang (1959), Generalmajor
- Richter, Karl-Heinz (1940), Generalmajor
- Riedel, Harald (1949), Brigadegeneral
- Rieger, Eckhard (1940), Brigadegeneral
- Rieks, Ansgar (1959), Generalleutnant
- von Roeder, Olaf (1960), Brigadegeneral
- Rödig, Erich (1946), Generalarzt
- Röhrs, Peter (1943), Brigadegeneral
- Rönsch, Wolfgang (1949), Brigadegeneral[56]

#### S
- Schachthöfer, Gero (1948–2024), Brigadegeneral
- Schediwy, Alexander (1937), Brigadegeneral
- Schelleis, Martin (1959), Generalleutnant
- Schelzig, Peter (1955), Generalleutnant
- Schick, Andreas (1961), Generalmajor
- Schick, Rafael (1957), Generalarzt
- Schlaak, Bernhardt (1959), Generalmajor
- Schmalfeld, Horst (1943), Generalmajor
- Schmidt, Hans-Georg (–), Brigadegeneral[57]
- Schmidt, Lothar (1949–2020), Brigadegeneral
- Schmitz, Peter (1941–2021)[58], Brigadegeneral
- Scholz, Henner (1943–2003), Generalmajor
- Schowe, Werner (1944), Brigadegeneral
- Schreiner, Karl Heinrich (1952), Brigadegeneral
- Schröfel, Hans-Günter (1941), Generalmajor
- Schubert, Hans-Joachim (1947), Generalleutnant
- Schulte Berge, Bernhard (1955), Generalmajor
- Schulz, Gerhard (1950), Brigadegeneral
- Schütz, Helmut (1956), Generalleutnant
- Siebert, Hans-Georg (1943), Brigadegeneral
- Siegmann, Erich (1956), Generalmajor
- Sohst, Jörg (1946), Brigadegeneral
- Sohns, Torsten (1952), Generalarzt
- Stäglich, Wolf-Gerhard (1937–2020)[59], Brigadegeneral
- Staudacher, Erich (1954), Generalmajor
- Stieglitz, Klaus-Peter (1947), Generalleutnant
- Stütz, Peter-Georg (1954), Brigadegeneral[60]

#### T
- Tiller, Heinrich (1957), Brigadegeneral[61][62]
- Treche, Klaus-Peter (1946), Generalmajor
- Tüttelmann, Axel, (1947), Generalmajor

#### V
- Viereck, Karlheinz (1951), Generalleutnant
- Vollstedt, Michael (1942–2020), Generalmajor

#### W
- Wachter, Hermann (1946), Generalmajor
- Wallner, Gerd (1945), Generalarzt
- Westhoff, Paul (1939), Generalmajor
- Weidhüner, Franz (1958), Generalmajor
- Weymarn, Verena von (1943), Generalarzt
- Wienß, Eckhart (1940), Brigadegeneral
- Wollny, Thomas (1952), Generalmajor
- Wundrak, Joachim (1955), Generalleutnant

#### Z
- Zimmer, Volker (1949), Generalmajor